# カリス・ティータン
カリス・ティータン（Karis Teetan、香港表記：田泰安、1990年6月20日 - ）は、香港ジョッキークラブに所属している騎手。モーリシャス出身。

## 来歴
7歳で馬に乗り始め、2004年、14歳の時にモーリシャスから102人中2人という厳しい選抜を突破して南アフリカの騎手養成学校であるサウスアフリカンジョッキーアカデミーに入学した。（卒業生にマイケル・ロバーツ騎手、ダグラス・ホワイト騎手など）
2006年に、南アフリカの騎手免許を取得した。初勝利までは7カ月39戦もかかったが、そこから軌道に乗って2007/2008年には南アフリカの見習い騎手チャンピオンに輝いた。
2010/2011年からはリーディングのトップ10に3シーズン続けて入るなど若くしてトップ騎手の仲間入りを果たし、2012年1月のG1パドックステークスをサンダーダンスで制してG1初制覇。2012年にはジャクソンでG1ケープダービーやG1デイリーニューズ2000に優勝とビッグレースでもその名を馳せた。
その後、2013年8月に香港に拠点を移動。最初のシーズンから50勝を挙げてリーディング4位にランクインすると、翌シーズン以降も堅調に勝ち星を積み重ね、トップ5の常連となっている。
2019年にはインターナショナルジョッキーズチャンピオンシップで1勝3着2回の20ポイントを獲得し優勝を果たしている。

## 日本での騎乗
2016年に短期騎乗免許を取得しJRA初騎乗。翌年も短期免許で来日する。2018年には香港馬ブリザードでGIレース高松宮記念に挑戦して5着だった。
2019年、札幌競馬場で開催された第5回ワールドオールスタージョッキーズ（以下WASJ）に参加するために4年連続の来日。WASJ本戦では4レースで1勝・2着1回の好成績で個人戦3位。2024年には、第8回WASJに出場予定だったリサ・オールプレスが落馬負傷したため、代わってティータンが追加出場となり2019年以来の再来日。WASJでは初戦に勝利するなど個人戦5位に入った。

## 主な勝ち鞍

### 香港
- 香港クラシックカップ（2015年Thunder Fantasy）
- 香港スプリント（2018年Mr Stunning）
- チェアマンズスプリントプライズ (2020年Mr Stunning）
- チャンピオンズ&チャターカップ (2021年Panfield）
- 香港クラシックマイル（2022年Romantic Warrior）
- 香港ダービー（2022年Romantic Warrior）
- クイーンエリザベス2世カップ（2022年Romantic Warrior）

### その他
- コリアスプリント（2016年Super Jockey）

## 騎乗成績

### 日本
|            | 日付          | 競馬場、開催    | 競走名     | 馬名               | 頭数 | 人気 | 着順 |
| ---------- | ------------- | --------------- | ---------- | ------------------ | ---- | ---- | ---- |
| 初騎乗     | 2016年7月16日 | 2回函館3日目6R  | 3歳未勝利  | ファントムジオペラ | 14頭 | 10   | 13着 |
| 初勝利     | 2016年7月30日 | 1回札幌1日目6R  | 3歳未勝利  | ホーリーフルーツ   | 8頭  | 1    | 1着  |
| 重賞初騎乗 | 2016年7月17日 | 2回函館日4目11R | 函館記念   | ネオリアリズム     | 16頭 | 4    | 6着  |
| 重賞初勝利 |               |                 |            |                    |      |      |      |
| GI初騎乗   | 2018年3月25日 | 2回中京6日目11R | 高松宮記念 | ブリザード         | 18頭 | 6    | 5着  |
| GI初勝利   |               |                 |            |                    |      |      |      |